# Pierre-Mathieu Joubert
Pour les articles homonymes, voir Joubert.
Pierre-Mathieu Joubert (né le 16 novembre 1748 à Angoulême et mort à Paris le 26 avril 1815) est curé lorsqu'il est élu député du clergé du bailliage d'Angoulême le 28 mars 1789. Il est élu Évêque constitutionnel de la Charente le 8 mars 1791.

## Biographie

### Enfance et formation
Pierre-Mathieu Joubert est né le 16 novembre 1748 sur la paroisse de Saint-André dans le centre-ville d'Angoulême. 
Son père, Roch Joubert, est docteur en médecine et sa mère est née Louise Groleau. Il est baptisé le 18 novembre, en présence de son parrain Mathieu Joubert, son grand-oncle, qui est « échevin de la maison de la ville », et de sa marraine Françoise Joubert, sa tante. Le jeune Pierre-Mathieu Joubert doit sans doute aller se former au séminaire d'Angoulême.

### Prêtre, vicaire et curé
C'est Joseph-Amédée de Broglie, alors évêque d'Angoulême, qui ordonne prêtre Pierre-Mathieu Joubert. Pour sa première nomination il est envoyé comme vicaire à Saint-Yrieix, poste qu'il quitte le 7 octobre 1777 pour être le curé de la paroisse de Touvre. C'est un an plus tard, au mois d'octobre 1778 qu'il devient curé de la paroisse de Saint-Martin d'Angoulême à la place de François Faunié-Duplessis qui part à Mornac. Il doit ce poste à la résignation envoyée par le titulaire au Saint-Siège à Rome.
Pierre-Mathieu Joubert est un abbé reconnu pour son éloquence, qui prêche avec facilité ayant l'esprit et l'assurance que donne la confiance en soi. C'est pour cela qu'il est retenu pour prêcher l'oraison funèbre de l'évêque Joseph-Amédée de Broglie mort le 19 avril 1784. Cet épisode fut remarqué par les religieux du diocèse car le chapitre, sans doute jaloux de sa faconde, oublia de le remercier.

### Les États généraux de 1789

#### Élection des députés à Angoulême

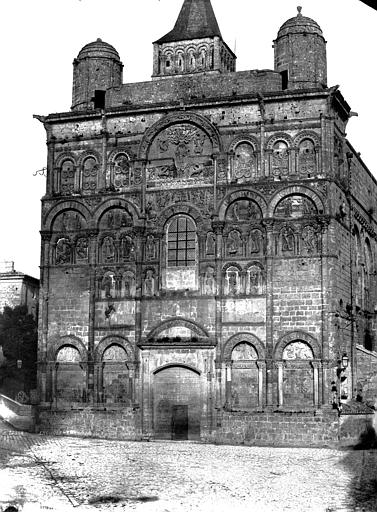
Cathédrale d'Angoulême en 1851.

Le début de l'année 1789 est marqué par la demande du roi Louis XVI d'organiser des États généraux. Pour s'y conformer, le sénéchal de l'Angoumois prend des mesures dans une ordonnance du 24 janvier. La réunion des délégués, des trois ordres, débute le 16 mars 1789 dans la cathédrale d'Angoulême. Les trois premières journées sont passées à faire les appels des membres présents, puis les ordres jurèrent « de procéder fidèlement à la rédaction du cahier général et à la nomination de leurs députés », et enfin les lieux de réunions sont fixés par le sénéchal. Pour le clergé le choix est l'évêché, mais des voix s'inquiétant du risque de manque de liberté, c'est finalement dans la cathédrale que les religieux vont se réunir, ils débutent le 20 mars. 
Lors de la première journée a lieu la nomination d'un secrétaire et de scrutateurs. Le lendemain un premier vote est effectué pour choisir des commissaires chargés de rédiger le cahier des doléances : Pierre-Mathieu Joubert est le sixième élu avec 88 voix. Après un dimanche sans réunion et des travaux notamment pour amender puis voter les doléances le clergé entreprend le 26 mars l'élection de ses représentants. Après un premier vote sans majorité, il faut s'y remettre le lendemain 27 mars, le résultat n'apporte toujours pas d'élus mais les scrutateurs indiquent que l'évêque d'Albignac et le curé Joubert sont les plus proches du nombre de voix nécessaire. Dans la matinée du 28 mars l'évêque est élu mais le vote de l'après-midi ne donne rien, c'est le 28 mars que les délégués élisent Pierre-Mathieu Joubert pour être l'un des deux députés pour représenter l'ordre du clergé du bailliage d'Angoulême aux États généraux,.
L'assemblée vote ensuite les défraiements alloués aux députés : 24 livres par jour pour l'évêque et 12 livres pour le curé Joubert pendant la durée des États généraux, plus 480 livres par député pour les frais de transport. Le 2 avril les délégués des trois ordres se retrouvent dans la cathédrale pour entendre le serment de leurs députés à qui on remet des copies de leurs pouvoirs et des cahiers de doléances.

#### États généraux à Versailles

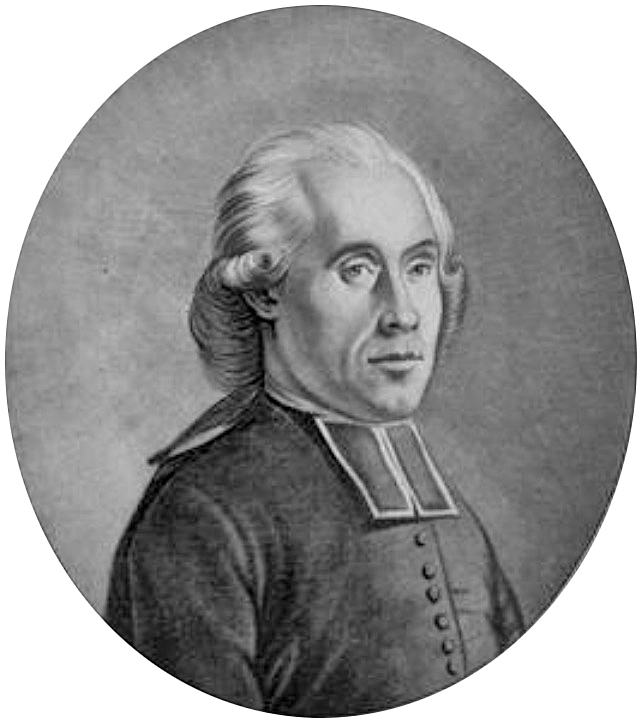
Pierre-Mathieu Joubert
par J. Coutellier.

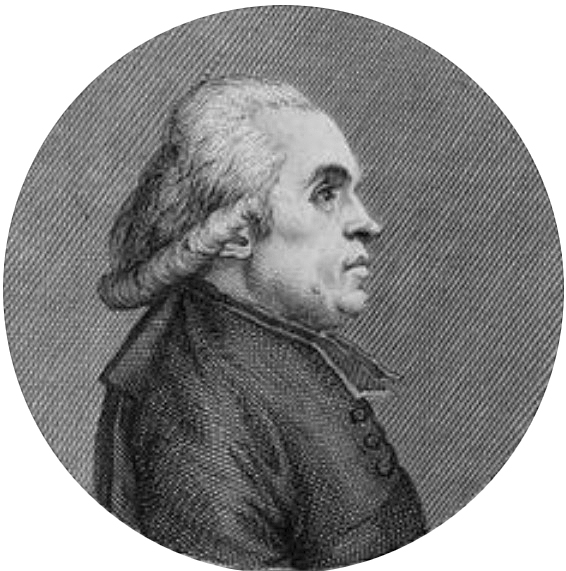
Pierre-Mathieu Joubert
par Perradel et Courbe

Le 5 mai 1789, Pierre-Mathieu Joubert et d'Albignac, son évêque, sont présents à l'hôtel des Menus-Plaisirs à Versailles pour la séance inaugurale des états généraux. Passé ce préliminaire, les députés se réunissent par ordres. Début juin la chambre ecclésiastique  discute du « vote par tête » et d'une réunion avec les députés du tiers état, d'Albignac et Joubert sont rapidement dans des camps opposés. Le 12 juin trois curés rejoigne la réunion du tiers et des défections se poursuivent les jours suivant. Le 16 juin, un abbé attaque oralement en tribune la position d'un évêque partisan de la réunion des ordres, s'en est trop pour Joubert : « il me fut impossible, (...), d'entendre jusqu'à la fin le discours de l'abbé Maury, j'étais furieux, je sortis. Quatre de mes confrères me suivirent, et nous nous déterminâmes à nous rendre sur l'heure à la salle nationale... ». Comme les seize précédents arrivés en trois groupes, l'assemblée du tiers les accueils bruyamment. Après s'être présenté Pierre-Mathieu Joubert prend la parole à la tribune « j'eus le premier cet honneur, et je le fis avec tant de force dans cette salle immense, que je suis bien convaincu que personne n'a perdu un mot de ce que j'ai dit... » :

« Messieurs, pénétrés de la grandeur de notre caractère, connaissant toute l'étendue des obligations qu'il nous impose, nous n'avions pas besoin d'être entraînés par l'exemple de ceux de nos confrères qui nous ont précédés dans la noble carrière du patriotisme; intimement persuadés que la force de la raison, la solidité des principes, et surtout l'intérêt de la nation exigeaient que la vérification des pouvoirs fût faite en commun, soyez persuadés, Messieurs, que l'espèce de délai que nous avons apporté à notre démarche a été le sacrifice le plus douloureux à notre cœur et n'a été motivé que par l'espérance de réunir à notre opinion tous ceux que nous avons vus avec la plus amère douleur faire les plus grands efforts pour consacrer d'iniques usages qui perpétueront les abus que nous sommes venus détruire. Pressés par les mouvements de notre conscience, altérés du bonheur public, effrayés des funestes conséquences que produiraient infailliblement les irrésolutions perpétuelles de la chambre du clergé, honorés ainsi que vous, Messieurs, du titre glorieux de députés de la nation française à ses États-Généraux, nous vous apportons nos titres, nous soumettons nos pouvoirs à votre vérification en vous priant de nous donner également connaissance des vôtres, et d'être intimement convaincus que notre seule ambition, le désir le plus cher à notre cœur, est de coopérer efficacement avec vous au grand œuvre de la félicité de la nation. »

— Pierre-Mathieu Joubert
Le 26 avril 1790, il fait partie des nouveaux membres du comité des recherches, avec : Poulain de Corbion, de Pardieu, Ledéan, Voidel, Cochon de l'Apparent, Payen-Boisneuf, Verchère de Reffye, Rousselet, de Macaye, De Sillery, Babey.

### Évêque constitutionnel
Le 11 août 1790, Joubert fit décréter l'approvisionnement du duché de Bouillon ; le 19, il présenta un rapport sur les troubles de Tarascon. Il prêta le serment civique le 27 décembre, fit admettre (17 mars 1791) le serment des ecclésiastiques non remplacés, et demanda (21 août) l'arrestation de Fauchet, évêque du Calvados.
Pierre-Mathieu Joubert est élu évêque constitutionnel d'Angoulême (Charente) le 8 mars 1791. Il est sacré le 27 mars, par J-B Gobel évêque et métropolitain de la Seine, à Notre-Dame de Paris, il fit son entrée à Angoulême le 3 avril, présida, le 9, la Société des amis de la Constitution, où il fit un pompeux éloge de Mirabeau qui venait de mourir, et prit le lendemain possession de la cathédrale, à la porte de laquelle il fut harangué par le maire, Perrier de Gurat (ou « Périer de Gurat »).

Après avoir prêté le serment exigé par la loi du 15 juin 1790, il dit la messe, et lut un mandement qui n'était que l'apologie de la constitution civile du clergé, et qui débutait ainsi : 

« P. M. Joubert, par la miséricorde divine et le choix du peuple dans la communion du Saint-Siège apostolique, évêque du département de la Charente, etc. »

### Sécularisé et marié
Le 26 décembre 1792 il adresse une lettre de démission au Directoire du département de la Charente. Il devient conseil de l'évêque d'Orléans en tant que vicaire épiscopale. Il se marie le 21 septembre 1793.
Mariage avec Marie Geneviève Evrard. On lui connait deux enfants :
- Nicolas Roch, qui épousera successivement Louise-Adéone Drölling (1797–1831), peintre (fille et élève de Martin Drolling), puis Annette Paméla Cabanis (née à Auteuil, le 25 mars 1800, décédée à Paris le 6 février 1880)[18]. Elle était veuve, en premières noces, de Louis Charles Mercier Dupaty (1771-1825), sculpteur français, membre de l'Institut de France (Académie des beaux-arts, 21 mars 1816), fille cadette de Georges Cabanis ;
- Claire, qui se marie avec Saint-Amand Bazard.

En l'an an IV et l'an V, Pierre-Mathieu Joubert est mentionné comme membre de l'Administration centrale du département de la Seine avant d'en devenir président. Puis il devient administrateur de l'octroi de Paris durant une courte période qui s'achève le 11 ventôse an VIII (2 mars 1800) avec sa nomination comme premier préfet du Nord. Il reste un an à ce poste puis le 7 ventôse an IX (26 février 1801) il l'échange contre un poste de conseiller au conseil de préfecture de la Seine. Il exerce cette fonction jusqu'à son décès.
Pierre-Mathieu Joubert meurt le 26 avril 1815 à Paris.

## Discours publiés
- Discours prononcé par le citoyen Joubert, préfet du Nord, le 30 fructidor an VIII, à la distribution des prix aux élèves de l'Ecole centrale, à Lille, an VIII, vol. Cote 26744 Bibliothèque municipale de Lille, Lille, 1801.
- Discours prononcé par le citoyen Joubert président de l'administration centrale du département de la Seine : dans la séance du 2 pluviose, an VI de la République, Charenton, imprimerie J.-C. Laveaux, 1797, 6 p. (lire en ligne).

## Hommage
- À Angoulême une rue porte son nom : « rue de l'abbé Pierre-Mathieu Joubert ».